# Cayo Luis Peña
El Cayo Luis Peña és una petita illa davant la costa oest de Culebra, un municipi de Puerto Rico. L'illa és una reserva natural que forma part del refugi nacional de vida salvatge de Culebra. Es permet que els visitants estiguin a l'illa per a passejos relacionats amb la natura, el busseig i la natació, tanmateix els visitants no se'ls permet romandre a l'illa durant les nits i l'illa només és accessible a través de transports aquàtics privats. Això dona com a resultat un accés limitat, per als relativament pocs visitants de l'illa i permet als esculls que l'envolten romandre més en un estat natural més conservat. El petit nombre de visitants també fa a l'illa més privat per a aquells disposats a fer el viatge. La platja Luis Peña està situada al costat nord de l'illa. L'illa deu el seu nom al seu segon propietari.